# 쓰가루 지진
쓰가루 지진(津軽地震)은 1766년 3월 8일에 일본의 쓰가루에서 발생한 지진이다. 지진 규모는 M71⁄4. 아부라카와 지역이 진도7급이었던 것으로 추정된다. 히로사키성은 지진에 의해 피해를 입었다. 이 지진으로 1000명 이상이 사망했다.

## 참고 문헌
- 細萱京子 (2011년 2월). “歴史記録から見た明和津軽大地震の被害とその特徴”. 《2009年度地理学野外実習報告書 青森》 (信州大学 教育学部自然地理学研究室): 1-8.
- 小田切聡子; 島崎邦彦 (2001년 jun월). “歴史地震と起震断層との対応”. 《地震 第2輯》 (日本地震学会) 54 (1): 47–61. doi:10.4294/zisin1948.54.1_47. ISSN 0037-1114. NAID 10007414447.
- 松浦律子, 唐鎌郁夫, 中村操 (1999년 nov월). “歴史地震の震源域位置および規模の系統的再検討-第1報- (1766年津軽の地震1830年京都および隣国の地震)”. 《日本地震学会講演予稿集》 1999 (2): C35. NAID 10004476551.